# Abtei Argenton
Die Abtei Argenton in Lonzée, einem Ortsteil von Gembloux (Belgien) war ein Frauenkloster des Zisterzienserordens. Es wurde 1229 gegründet und 1796 während der Revolution aufgelöst. Die erhaltenen Gebäude aus dem 18. Jahrhundert, darunter das Palais der Äbtissin und die Kirche bilden heute das Schlossgut Argenton (Château-ferme d’Argenton). 1992 kam die Anlage gemeinsam mit der Wassermühle von Harton unter Denkmalschutz.

## Geschichte
1229 ließ sich eine Gemeinschaft von Augustinerinnen aus Grandval (Balâtre, heute Jemeppe-sur-Sambre, Belgien) auf Grundstücken nieder, die ihnen von Guillaume de Harenton am Ufer des Arton geschenkt worden waren. Zuwendungen weiterer Adliger wie Balduin von Courtenay, Graf von Namur, vergrößerten den Besitz. Die Gemeinschaft wurde kurz nach ihrem Beitritt zum Zisterzienserorden dem Kloster Villers-la-Ville als Mutterhaus unterstellt.
Anfang des 15. Jahrhunderts führte die Äbtissin Marie de Gembloux etwa 80 Nonnen. Nach ihrem Tod (1418) wurden im Zuge von Reformen im Orden zur Steigerung des monastischen Disziplin zwei Nonnen aus der Abtei Notre-Dame de Soleilmont, das diesbezüglich einen ausgezeichneten Ruf hatte, nach Argenton geschickt, die nacheinander die Führung des Klosters übernahmen: Marie de Gentinnes († 1438) und Nicaise de Harby.
Ende des 16. Jahrhunderts litt auch die Abtei Argenton unter den Folgen des Achtzigjährigen Kriegs (1568–1648). Während der Schlacht von Gembloux 1578 diente sie als Hauptquartier Juan de Austrias. Von hier aus informierte er den König von Spanien über seinen Sieg über die Armee der Siebzehn Provinzen.
Placide Deseslys, Mönch aus Villers und Beichtvater für Argenton, hinterließ eine Geschichte der Abtei einschließlich einer Liste der Nonnen seit der Gründung der Abtei (Registre contenant les noms des religieuses d’Argenton depuis sa fondation, avec un précis de l’histoire de cette maison…), die aus dem Jahr 1764 datiert und sich heute im Staatsarchiv in Namur befindet, und in der er die Turbulenzen vom Ende des 16. Jahrhunderts beschreibt, darunter auch die häufigen Fluchten der Nonnen nach Namur und ihre Rückkehr in ein geplündertes und beschädigtes Kloster. Zu den äußeren kam 1618 noch eine interne Krise, als die Äbtissin Marguerite de Royers vom Orden abgesetzt wurde, wobei die Gründe dafür nicht bekannt wurden.
Das 18. Jahrhundert war für Argenton eine Zeit der Wiedergeburt. Die Abtei wurde in den Jahren 1722 bis 1747 durch den Architekten Jean Maljean aus Namur neu gebaut, die heute erhaltenen Gebäude (Palais und Kirche) stammen aus dieser Zeit. 1755 wurde Argenton von Martin Staignier, dem Abt von Villers so vorbildhaft dargestellt, dass seine eigenen Mönchen gegen ihn revoltierten und ihn sogar in Cîteaux wegen Geiz anzeigten. Die daraufhin durchgeführte offizielle Untersuchung sprach ihn jedoch von der Anschuldigung frei.
Humbeline Disbeek aus Ittre, 1766 im Alter von 40 Jahren gewählt, war die letzte Äbtissin von Argenton. 1796 wurde das Kloster wurde trotz seines vorbildlichen Rufes von der Revolutionsregierung aufgelöst, die Nonnen zerstreuten sich in alle Richtungen. Die Abtei wurde 1797 als Nationaleigentum an Jean-Baptiste Paulée verkauft; im Kaufvertrag wurde dabei festgehalten, dass die von der Abtei bewirtschaftete Domäne 850 Hektar groß war (130 bonniers de terre).
Das seitdem als Bauernhof verpachtete Kloster wechselte im 19. und 20. Jahrhundert mehrfach den Besitzer. Da der landwirtschaftliche Betrieb weiterhin als Privatbesitz existiert, ist eine Besichtigung der Abtei nicht gestattet.